# Oblężenie Koryntu
Oblężenie Koryntu – starcie zbrojne, które miało miejsce w roku 198 p.n.e.
Po sukcesach na wyspie Eubei, kolejnym celem Rzymian stał się silnie broniony Korynt. W zamian za przystąpienie do wojny, miasto miało stać się własnością Achajów. Korynt oblegała flota rzymska Lucjusza Kwinkcjusza Flamininusa i siły Pergamonu Attalusa. Siły sojuszników przypuściły ataki od strony Konechraj (Rzymianie) i od strony Lechajonu (Pergamończycy). Po dotarciu Achajów na miejsce, ich hoplici zajęli stanowiska od strony Sikyonu. W mieście obroną koryncko-macedońską dowodził dowódca królewskiego garnizonu Androstenes.
Po zniszczeniu fragmentu murów za pomocą taranów, drogę Rzymianom zagrodził wał usypany m.in. z ciał obrońców. Ci bronili się mężnie, wśród nich wielu dezerterów z armii rzymskiej. Ataki sojuszników zakończyły się niepowodzeniem. Dodatkowo załogę Koryntu wzmocniło 1500 żołnierzy wysłanych na pomoc Koryntowi przez Filoklesa z Eubei. W tej sytuacji atakujący spalili swoje machiny oblężnicze i wycofali się. Rzymianie odpłynęli na Korkyrę a Pergamończycy do Pireusu. Sukces obrońców Koryntu wykorzystali mieszkańcy Argos, którzy z pomocą wojsk Filoklesa zajęli miasto. Przebywających w nim 500 żołnierzy achajskich puszczono wolno, zginął jedynie ich dowódca Ajnesydemos, który odmówił poddania się wojskom Filoklesa. 

## Literatura
- Krzysztof Kęciek: Kynoskefalaj 197 p.n.e., wyd. Bellona. Warszawa 2002.